# Pudukadai
Pudukadai è una suddivisione dell'India, classificata come town panchayat, di 9.012 abitanti, situata nel distretto di Kanyakumari, nello stato federato del Tamil Nadu. In base al numero di abitanti la città rientra nella classe V (da 5.000 a 9.999 persone).

## Geografia fisica
La città è situata a 08° 15' 51 N e 77° 12' 28 E.

## Società

### Evoluzione demografica
Al censimento del 2001 la popolazione di Pudukadai assommava a 9.012 persone, delle quali 4.593 maschi e 4.419 femmine. I bambini di età inferiore o uguale ai sei anni assommavano a 971, dei quali 487 maschi e 484 femmine. Infine, coloro che erano in grado di saper almeno leggere e scrivere erano 7.011, dei quali 3.745 maschi e 3.266 femmine.